# Kế hoạch 5 năm tại Việt Nam
Kế hoạch 5 năm tại Việt Nam là một loạt các kế hoạch phát triển kinh tế quốc gia Việt Nam dựa trên mô hình kế hoạch 5 năm của các nước xã hội chủ nghĩa như Liên Xô, Cộng hòa Nhân dân Trung Hoa. Các kế hoạch 5 năm được bắt đầu sau các kỳ đại hội Đảng và kỳ họp đầu tiên sau mỗi kỳ đại hội Đảng để cụ thể hóa các nghị quyết của Đảng về kế hoạch 5 năm trong kỳ đó. Kế hoạch 5 năm đề ra các mục tiêu, định hướng và biện pháp phát triển kinh tế xã hội nhất định của Việt Nam trong giai đoạn 5 năm đó.

## Các kế hoạch 5 năm
- Kế hoạch 5 năm 1961 – 1965 - áp dụng cho Việt Nam Dân chủ Cộng hòa
- Kế hoạch 5 năm 1976 – 1980 - áp dụng cho toàn quốc
- Kế hoạch 5 năm 1981 – 1985
- Kế hoạch 5 năm 1986-1990 (cải cách, mở cửa, chuyển đổi sang nền kinh tế thị trường, thời kỳ quá độ tiến lên xã hội chủ nghĩa)
- Kế hoạch 5 năm 1991 – 1995
- Kế hoạch 5 năm 1996 – 2000 (công nghiệp hóa, hiện đại hóa)
- Kế hoạch 5 năm 2001 - 2005
- Kế hoạch 5 năm 2006 - 2010 (đưa Việt Nam ra khỏi nước kém phát triển)
- Kế hoạch 5 năm 2011 - 2015